# Pkill
pkill е команда, използвана в Unix базираните операционни системи за изпращане на сигнали до процеси.
Въведена е през 1998 година. За разлика от командата kill, която приема като стойност само номера на процеса, pkill приема и регулярни изрази. Част е от пакета procps.

## Примери
Изпълнението на pkill -15 nautilus ще прекрати всички работещи процеси на файловия мениджър Nautilus. Командата приключва работата си с код 0 при успешно изпълнение и с код 1 при грешка.